# Pseudopezomachus cursitans
Pseudopezomachus cursitans är en stekelart som först beskrevs av Ferriere 1930.  Pseudopezomachus cursitans ingår i släktet Pseudopezomachus och familjen bracksteklar. Inga underarter finns listade i Catalogue of Life.